# Symphurus luzonensis
Symphurus luzonensis är en fiskart som beskrevs av Chabanaud, 1955. Symphurus luzonensis ingår i släktet Symphurus och familjen Cynoglossidae. Inga underarter finns listade i Catalogue of Life.